# Burns Creek (Honiara)
Burns Creek ist ein Vorort von Honiara in den Salomonen.

## Geographie
Der Stadtteil erstreckt sich östlich des Stadtzentrums, südlich des benachbarten Gebietes von Lungga Point und westlich des Henderson Field, dem militärischen Flugfeld, welches in der Schlacht um Guadalcanal im Pazifikkrieg (Zweiten Weltkrieg) heftigt umkämpft war. Burns Creek gehört nicht mehr zum Honiara City Council und ist nach dem gleichnamigen Fluss benannt, welcher die Ostgrenze des City Council bildet. Er mündet nur wenige hundert Meter westlich des Lungga River, welcher die Ostgrenze bildet. Eine wichtige Verkehrsader ist der Kukum Highway, welcher mit der Lungga Bridge die Verbindung zwischen dem Stadtkern im Westen und dem heutigen  Flughafen Honiara herstellt.

## Geschichte
Die Verwaltungseinheit Burns Creek wurde in den 1990ern geschaffen. Burns Creek ist eine Siedlung mit einer großen Zahl von Arbeitern. Ursprünglich gab es viele Delikte, aber die Verbrechensrate ist seit 2010 deutlich zurückgegangen.

## Kultur
In der Siedlung gibt es eine Kirche der Assemblies of God (Burns Creek AOG Church) und eine Kirche der Adventisten (Burns Creek Seventh Day Adventist Church). Die nächstgelegenen Bildungseinrichtungen sind die King George VI National High School im Westen, die Palm Drive International School und die Lunga Community High School in Lungga Point.

## Karte
- Sample Maps: Burns Creek. lands.gov.sb.